# Mesita, Novi Meksiko
Mesita (navajo: Tsé Chʼééchiiʼ) je popisom određeno mjesto u okrugu Ciboli u američkoj saveznoj državi Novom Meksiku. Prema popisu stanovništva SAD 2010. ovdje su živjela 804 stanovnika. 
Spominje se i pod imenom Tsech' echii.

## Zemljopis
Nalazi se na 35°1′6″N 107°18′46″W / 35.01833°N 107.31278°W (35.0183780, -107.3128210), Prema Uredu SAD-a za popis stanovništva, zauzima 27,75 km2 površine, od čega 27,71 suhozemne.
Na sjeverozapadu graniči s Lagunom. Istočna pritoka Rio Puerca Rio San Jose teče sjeveroistočnim dijelom Mesite.
Međudržavna cesta br. 40 prolazi kroz ovo mjesto, a u Mesitu se s ceste dolazi preko izlaza br. 117. Međudržavnom cestom se dolazi do 56 km zapadno udaljenog okružnog sjedišta Grantsa, te istočno do 71 km udaljenog Albuquerquea.

## Stanovništvo
Prema podatcima popisa 2010. ovdje su bila 804 stanovnika, 221 kućanstvo od čega 191 obiteljsko, a stanovništvo po rasi bili su 1,2% bijelci, 0,0% "crnci ili afroamerikanci", 96,4% "američki Indijanci i aljaskanski domorodci", 0,0% Azijci, 0,0% "domorodački Havajci i ostali tihooceanski otočani", 0,9% ostalih rasa, 1,5% dviju ili više rasa. Hispanoamerikanaca i Latinoamerikanaca svih rasa bilo je 4,5%.

## Prosvjeta
Svim javnim školama upravlja ustanova Škole okruga Grants/Cibola.